# Häverö landsfiskalsdistrikt
Häverö landsfiskalsdistrikt var 1950–1964 ett landsfiskalsdistrikt i Stockholms län, bildat 1 juli 1950 (enligt beslut 12 maj 1950) genom sammanslagning av distrikten Närdinghundra och Väddö. Den 1 januari 1965 avskaffades i Sverige samtliga landsfiskaler och landsfiskalsdistrikt, och deras arbetsuppgifter delades upp på de nyskapade indelningarna polisdistrikt, åklagardistrikt och kronofogdedistrikt.
Landsfiskalsdistriktet låg under länsstyrelsen i Stockholms län.

## Ingående områden
När Sveriges nya indelning i landsfiskalsdistrikt trädde i kraft den 1 januari 1952 (enligt kungörelsen 1 juni 1951) ändrades distriktets omfattning.

### Från 1 juli 1950
Frösåkers härad:
- Edebo landskommun

Närdinghundra härad:
- Almunge landskommun
- Bladåkers landskommun
- Edsbro landskommun
- Faringe landskommun
- Knutby landskommun
- Ununge landskommun

Väddö och Häverö skeppslag:
- Häverö landskommun
- Singö landskommun
- Väddö landskommun

### Från 1 januari 1952
- Almunge landskommun
- Häverö landskommun
- Knutby landskommun
- Väddö landskommun